# Sturtevant (Wisconsin)
Sturtevant ist ein Dorf im Racine County, Wisconsin. Im Jahr 2020 hatte es 6.919 Einwohner.

## Geographie
Die Lage der Stadt ist 42°41′56″N 87°53′57″W. Die Fläche der Stadt ist nach offiziellen Angaben 8 km2 groß.
Die Stadt befindet sich nahe der Stadt Racine. Der Michigansee ist nicht weit von Sturtevant.

## Umliegende Orte
- Union Grove (Wisconsin)
- Mount Pleasant (Wisconsin)

## Verwaltung
Die Stadtverwaltung setzt sich aus einem Gremium zusammen, dem sechs Personen angehören.
Sturtevant hat ein eigenes Polizeidepartement.

## Sehenswürdigkeiten
- Western Union Junction Railroad Museum
- Sturtevant Amtrak Station

## Infrastruktur
Sturtevant liegt nahe der Interstate 94.

## Demografie
Beim Zensus 2020 wohnten 6919 Personen in Sturtevant. Der größte Teil davon (63,2 %) war männlich.          Die ethnische Verteilung gliederte sich wie folgt:
- 68,8 % Weiße
- 14,0 % Afro-Amerikaner
- 1,8 % Native Americans
- 1,7 % Asiaten
- 12,3 % Latinos (in anderen Ethnien enthalten)
- 1,4 % sonstige

15,8 % der Einwohner waren unter 18 Jahren alt.